# دبیرستان موزیکال ۳: سال آخر
دبیرستان موزیکال ۳: سال آخر (به انگلیسی: High School Musical 3: Senior Year) یک فیلم موزیکال آمریکایی است که در سال ۲۰۰۸ در سینماها اکران شد. این فیلم قسمت سوم و پایانی سری فیلم‌های دبیرستان موزیکال است. اکران سینمایی فیلم در آمریکا در ۲۴ اکتبر ۲۰۰۸ (‎۳ آبان ۱۳۸۷) شروع شد. در سه روز اول اکران، دبیرستان موزیکال ۳: سال آخر، ۵۰ میلیون دلار در آمریکای شمالی و در سراسر جهان ۴۰ میلیون دلار فروش کرد و رکورد جدیدی برای پرفروش‌ترین اکران آخر هفته، برای یک فیلم‌های موزیکال بر جای گذاشت.

## بازیگران
- زک افران (تروی بولتون)
- کوربین بلو (چاد دانفرث)
- ونسا هاجنز (گابریلا مونتز)
- اشلی تیزدیل (شاربی ایوانز)
- لوکاس جرابل (رایان ایوانز)
- مونیک کلمن (تیلور مکیسی)
- بارت جانسون (مربی جک بولتون)
- تیلور پیج